# HD²
HD² (high-def-direct encoding) ist ein Videokompressionsverfahren für DVD-Videos.
Es handelt sich um ein Verfahren, das gegenüber dem üblichen DVD-Herstellungsprozess eine höhere Qualität bieten soll. Dazu wird solange wie möglich mit dem 1080i-Format gearbeitet. Am Ende muss natürlich trotz allem auf PAL-Auflösung heruntergerechnet werden. Üblicherweise liegt das Quellmaterial etwa auf DigiBeta bereits im PAL-Format vor. Für HD² wird jedoch HD-Material verarbeitet und erst beim Encoding des MPEG-2-Streams für die DVD herunterskaliert.

## Filme, die HD² verwenden (Auswahl)
- Autobahnraser
- Equilibrium – Killer of Emotions
- Werner – Gekotzt wird später!
- Mord im Pfarrhaus
- Chuckys Baby
- Resident Evil: Apocalypse
- Mädchen, Mädchen 2
- The Dark
- Mickie Krause - Wie Blei in den Regalen
- Ernst Hutter & Die Egerländer Musikanten - Live aus der alten Oper Frankfurt
- Schürzenjäger - Hinter dem Horizont
- Vom Suchen und Finden der Liebe